# REVIVE (VOW WOWのアルバム)
『REVIVE』（リヴァイブ）は、VOW WOWのミニ・アルバム。

## 概要
前作『V』の収録曲をリミックスして収録している。
リミックスは、イアン・テイラーが担当した。

## 収録曲
1. Don't Leave Me Now (Remixed & Extended Version)
  - 作詞：ジョン・ウェットン、ジョン・ピアソン / 作曲：厚見玲衣
2. Cry No More (Remixed Version)
  - 作詞：ジョン・ピアソン / 作曲：山本恭司
3. Don't Tell Me Lies (Remixed & Extended Version)
  - 作詞：ニール・マーレイ / 作曲：山本恭司
4. Break Out (Remixed Version)
  - 作詞：ニール・マーレイ / 作曲：山本恭司
5. Don't Leave Me Now (Remixed Version)※CD盤のみ収録。